# Henri A. Naville
Henri Agénor Naville (* 24. Juni 1875 in Zürich; † 8. Juli 1939 in Kilchberg) war ein Schweizer Maschineningenieur.

## Leben und Werk
"Wir wissen aber dass denen die Gott lieben, alle Dinge zum Besten dienen"

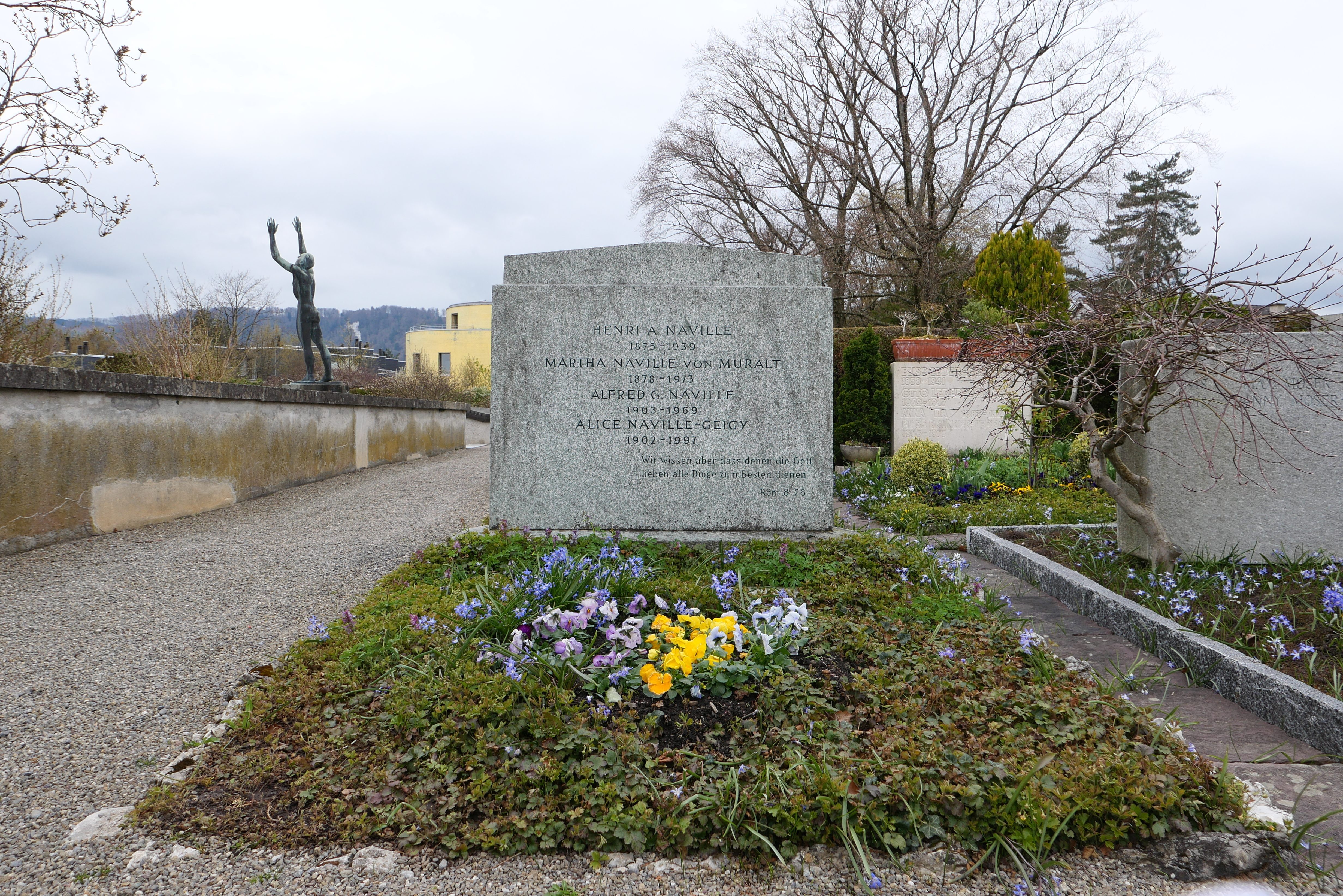
Das Grab von Naville, seiner Frau Martha, ihres Sohnes Alfred G. (1903–1969), der ebenfalls Ingenieur war, und seiner Frau Alice, geb. Geigy (1902–1997) auf dem Friedhof Kilchberg. Der Grabstein trägt eine Inschrift, die den Römerbrief 8:28 zitiert: "Wir wissen aber dass denen die Gott lieben, alle Dinge zum Besten dienen"

Henri A. Naville war der Sohn des Ingenieurs und Unternehmers Gustave Naville (1848–1929), der Bruder von Robert Naville (1884–1970), der ebenfalls Ingenieur und Unternehmer wurde, und der Enkel des Genfer Juristen und Politikers Jacques-Adrien Naville (1816–1880). Er absolvierte an der ETH Zürich ein Maschineningenieur-Studium. Anschliessend unternahm er Studienreisen nach Deutschland und England und verbrachte nach Abschluss des Studiums ein Jahr in den Vereinigten Staaten, um die dortigen Arbeitsmethoden kennen zu lernen.
Zurückgekehrt, arbeitete Naville ein paar Jahre als Ingenieur bei Escher & Wyss und befasste sich mit der Konstruktion von Dampfturbinen. Von 1904 bis 1938 war er bei Brown Boveri & Cie. tätig, zuerst als Ingenieur, später als Prokurist und schliesslich als Direktionsmitglied. Ab 1928 war er Delegierter des Verwaltungsrates und von 1934 bis 1938 dessen Präsident.
Naville gehörte mehrere Jahre dem Ausschuss des Arbeitgeberverbandes der Schweizer Maschinenindustrie (ASM) an. Zudem war er von 1923 bis 1939 im Vorstand des Vereins Schweizer Maschinenindustrieller (VSM), den er von 1934 bis 1938 auch präsidierte. (Die beiden Verbände treten seit 1999 unter dem gemeinsamen Namen Swissmem auf.)
Naville war mit Martha, geborene von Muralt (1878–1973), verheiratet und fand seine letzte Ruhestätte auf dem Friedhof in Kilchberg.